# Кампо (Верона)
Кампо (итал. Campo) је насеље у Италији у округу Верона, региону Венето.
Према процени из 2011. у насељу је живело 9 становника. Насеље се налази на надморској висини од 230 м.